# Żubrówka
La Żubrówka è una vodka alle erbe prodotta in Polonia, Bielorussia e Lituania, che viene distillata dalla segale e imbottigliata con un contenuto di alcool pari al 40% in volume. Distillata per sette volte, la Żubrówka viene aromatizzata con un'essenza di erba del bisonte, che le conferisce note di asperula, camomilla, vaniglia, noce di cocco e mandorla, nonché il suo colore tendente al giallo. L'erba del bisonte cresce in particolare nella Foresta di Białowieża, sede di un parco naturale e Patrimonio dell'umanità UNESCO.

## Etimologia
Il nome Żubrówka deriva dalla parola "żubr", che in polacco indica il bisonte europeo, particolarmente amante dell'erba del bisonte che, in polacco si chiama appunto Żubrówka, in bielorusso zubrouka. La parola żubr è presente in forme molto simili in molte altre lingue slave come in bielorusso e in ceco, in russo e ucraino ("зубр", zubr), in bulgaro ("зубър", zubŭr), in slovacco (zubor) e in sloveno (zober).

## Storia
La nobiltà est europea aromatizzava la vodka con l'erba del bisonte già nel XIV secolo, mentre la produzione di Żubrówka è iniziata a partire dal XVI secolo nella Confederazione polacco-lituana, nella regione al confine tra le attuali Polonia e Bielorussia. È divenuta una delle bevande preferite sia dai nobili sia dal popolo nel XVIII secolo.
La produzione industriale di Żubrówka è partita nel 1926 da parte della "Polmos" ("Polski Monopol Spirytusowy", "Monopolio Polacco Distillati") negli stabilimenti di Brest (in Bielorussia, che attualmente appartengono alla "Belaco"). Nel 1945 è stata spostata a Białystok nella distilleria della "Polmos Białystok", mentre prodotti simili vengono commercializzati sotto altri marchi, come per esempio la Brestskaya Zubrowka (Зуброўка, Zubroŭka) della Belaco di Brest in Bielorussia, la Stumbrinė in Lituania, la Bison Vodka negli Stati Uniti, la Zubrivka (Зубрiвка) in Ucraina, la Grasovka e la Blauer Bison in Germania, la Zubrovka (Зубровка) in Russia, la Zubrovka nella Repubblica Ceca.

## Varianti
- Żubrówka, aromatizzata all'erba del bisonte.
- Żubrówka Biała, bianca.
- Palona, "interrotta".
- Żubrówka Złota, dorata, aromatizzata alle ghiande.
- Żubrówka Kora Dębu, dorata, aromatizzata alla corteccia di quercia.
- Żubrówka Liście Klonu, aromatizzata alla foglia d'acero.
- Żubrówka Pędy Sosny, aromatizzata all'ago di pino
- Żubrówka Czarna, bianca.
- Żubrówka Rześki Rokitnik, alle erbe
- Żubrówka Korzenna Moc, spezie, buccia limone, erbe aromatiche

## Modi di servire la Żubrówka
Come gli altri tipi di vodka, la Żubrówka si beve fredda da sola. Un'alternativa molto popolare è servirla con succo di mela, un cocktail che in Polonia si chiama "Tatanka" (che significa "Bisonte americano" in lingua Lakota) oppure "Szarlotka" (che significa "Torta di mele" in polacco), mentre nel Regno Unito è chiamato "Frisky Bison" e negli Stati Uniti "Polish Kiss".
In alternativa si può servire con gelato alla vaniglia, con ginger ale o con succo di mango.